# Междугородная железная дорога Пекин — Тяньцзинь
Пекин-Тяньцзиньская междугородная железная дорога (кит. трад. 京津城際鐵路, упр. 京津城际铁路, пиньинь Jīng-Jīn chéngjì tiělù) — высокоскоростная железная дорога, прежде всего, для пассажирского сообщения между Пекином и Тяньцзинем в Китае. Линия, длиной в 117 км была построена для высокоскоростных электропоездов, развивающих максимальную скорость до 350 км/ч, и в настоящее время на линии работают высокоскоростные поезда CRH (China Railway High-speed), развивающие скорость до 330 км/ч. При открытии линии 1 августа 2008 года был установлен мировой рекорд максимальной скорости, сократившей обычную 70-минутную поездку до 30 минут.

## Маршрут и станции
Из Южного пекинского железнодорожного вокзала, линия уходит в юго-восточном направлении, следуя прямой до Тяньцзиня. Она состоит из трех промежуточных станций Ичжуан, Юнлэ (еще не полностью построены) и Уцин.
Параллельно сообщение между городами обеспечивает Пекин—Шанхайская высокоскоростная железная дорога, которая проходит по другому маршруту через Ланфан.
Текущая длина линии составляет 116,939 км, из которых примерно 100 км построено на виадуках и всего 17 километров проходит по насыпи.

## Обслуживание линии
Линия была открыта 1 августа 2008 года с 47 парами ежедневных междугородних поездов между Пекином и Тяньцзиньем. С 14 сентября 2008 года, было добавлено еще 10 пар сообщений, снижая минимальный интервал между отправлением и прибытием с 15 до 10 минут. С 24 сентября 2008 года 4 пары поездов добирались до Тангу. 28 сентября 2008 года еще 2 пары поездов были введены в эксплуатацию.
Эти междугородние поезда обозначены префиксом «C» (城) и четырьмя цифрами, с C2001 до C2298. Из них составы C2001-C2198 работают в постоянном режиме. Нечетные составы отправляются из Пекина, а четные прибывают. Составы C2201-C2268 останавливаются на станциях Уцин и Ичжуан. А составы C2271-C2298 идут до Тангу.
Сегодня так же введены ещё 13 пар междугородних поездов, направляющиеся до Цзинаня, Циндао и Шанхая. Эти поезда линии Цзин Ху, как и прежде, сохраняют префикс «D».
Так же каждый день на путях работают два специальных поезда (нумерация DJ01/02). Два путеизмерительных поезда (нумерация DJ5581/2) проходят здесь каждые десять дней. Таким образом, на линии эксплуатируется 62 пары поездов, 60 из которых пассажирские.

### Билеты
На междугородные поезда сообщения Пекин-Тяньцзинь существуют три класса свободных мест:
- Класс люкс, одно место: ¥99 (около €10 или $15 USD). Эти места доступны только на поездах CRH3. Они расположены в хвостах составов, восемь мест на поезд.
- Первый класс, одно место: ¥69 (около €7 или $10 USD).
- Второй класс, одно место: ¥58 (€6, $8 USD).

Междугородное сообщение стоит дороже, чем более обычные поезда на линии.

## Техническая информация
Эта линия стала первой в Китае, построенной для скоростей выше 300 км/ч. Она позволяет двигаться поездам со скоростью до 350 км/ч. Таким образом, поездка между Пекином и Тяньцзинем занимает 30 минут.

### Подвижный состав
Начиная с середины 2009, только поезда CRH3 используется для междугородних услуг по линии. Для дальнего следования из Пекина до Цинаня, Циндао, Шанхая используются CRH2A (скорость 200—250 км/ч).

### Скоростной рекорд
24 июня 2008 года был установлен рекорд скорости поездов на линии, когда поезд Siemens Velaro CRH3 достиг скорости 394,3 км/ч.

## История
Строительство дороги началось 4 июля 2005 года. В апреле 2006 года был подписан контракт на поставку и установку сигнальных систем, средств связи, также была предусмотрена и электрификация.

## Пассажирское сообщение
Линия была открыта 1 августа 2008 года, как раз перед открытием Олимпийских игр в Пекине, в ходе которых некоторые события происходили и в Тяньцзине. Ввод линии значительно увеличил скорость железнодорожного сообщения между двумя городами. В 2007 году обычными поездами между Пекином и Тяньцзинь перевезено 8,3 млн пассажиров. В первый год работы высокоскоростной дороги, с августа 2008 по июль 2009 года общий объем пассажирских железнодорожных перевозок между Пекином и Тяньцзинем достиг 18,700 млн, из которых 15,85 млн ехало междугородным сообщением. Между тем, за тот же период, пассажиропоток на междугородних автобусах упал на 36,8 % По состоянию на сентябрь 2010 года, ежегодное число пассажиров составляет около 100 млн., и подсчитано, что полностью дорога окупится через 16 лет.

## Финансы
Весь проект обошелся китайскому МПС и правительствам Пекина и Тяньцзиня в 20420 млн юаней. В первый год, с 1 августа 2008 года по 31 июля 2009 года, доходов было уже ¥1,1 млрд при перевозке 18,7 млн пассажиров, при этом затраты составили ¥0,7 млрд. Во второй год число пассажиров выросло до 22,3 млн, доходы составили ¥1,4 млрд, а расходы меньше ¥0,5 млрд. Чтобы достичь безубыточного уровня, пассажиропоток линии должен составлять 30 млн в год. А чтобы окупить дорогу — 40 млн пассажиров.